# زو دینگ
زو دینگ(چینی:祖丁) زاده شده به نام زی شین(چینی: 子新) شاهی بود از شاهان دودمان شانگ. سیماکیان، تاریخنگار هان، در کتاب شیجی، وی را شانزدهمین شاهان شانگ دانسته است که پس از عمویش وو جیا (چینی:沃甲) در سال دینگوئی(丁未) در تختگاه بی(庇) به شاهی نشست. او ۳۲ سال فرمان راند تا درگذشت و پس از مرگ نام زو دینگ به وی داده شد. پس از او، پسر عمویش نان گینگ(南庚) به شاهی رسید. جیا گو ون (کتیبه‌های نوشته شده بر لاک لاک پشتها و استخوانها)، او را پانزدهمین شاه شانگ می‌داند.